# Elle: Sing für Deinen Traum
Elle: Sing für Deinen Traum (Originaltitel: Elle: A Modern Cinderella Tale) ist ein US-amerikanischer Fernsehfilm aus dem Jahr 2010 mit Ashlee Hewitt und Sterling Knight.

## Handlung
Elle Daniels hat gerade ein Vorsingen für die Burkle Music School, als Allen herein kommt und ihr sagt, dass das Flugzeug, in dem ihre Eltern saßen, abgestürzt ist. Sechs Monate später hat sie ein Praktikum beim Plattenlabel ihres Onkels, bei dem sie für die Band Sensation die Bedienstete spielen muss, obwohl sie ihrem Onkel eigentlich einen Song präsentieren will. Eines Tages meldet sich Ty Parker, ein berühmter Pop-Musiker, beim Plattenlabel ihres Onkels, um einen Plattenvertrag mit ihm auszumachen, weil er endlich seine „eigene“ Musik machen will und sich bei diesem Label richtig fühlt. Als er eines Nachts im Soundstudio ein Mädchen sieht, das so wunderschön aussieht und auch sehr schön singen kann, fragte er sie, ob sie zusammen spazieren gehen wollen. Elle gab sich Ty gegenüber als Kandy Kane aus und redet mit ihm einen ganzen Abend lang.
Am nächsten Tag erfährt sie, dass durch ihren Song, den sie am Abend vorher eingespielt hatte, die Aufnahme der Band Sensation überspielt wurde. Ty unterschreibt einen Vertrag beim Plattenlabel, in dem Glauben, dass Elle Kandy sei, mit der er das Duett singen soll. Elle hat Angst vor den Konsequenzen und offenbart sich Ty nicht – auch nicht, als er öffentlich nach ihr sucht. Währenddessen erfahren Sensation und Kandy, dass Elle die Unbekannte ist, und versuchen mit allen Mitteln ihr zu schaden.

## Synchronisation
Die deutschsprachige Synchronisation entstand bei der Hermes Synchron nach einem Dialogbuch von Andreas Pollak, der auch die Dialogregie führte.
| Rolle                    | Darsteller           | Dt. Synchronsprecher |
| ------------------------ | -------------------- | -------------------- |
| Elle Daniels             | Ashlee Hewitt        | Anne Helm            |
| Ty Parker                | Sterling Knight      | Wanja Gerick         |
| Allen                    | Thomas Calabro       | Thomas Nero Wolff    |
| Kit                      | Juliette Hing-Lee    | Anja Stadlober       |
| Stephanie                | Katherine Bailess    | Kaya Marie Möller    |
| Kandi Kane/Brenda Smörkl | Kiely Williams       | Maria Koschny        |
| RJ                       | Brandon Mychal Smith | Ozan Ünal            |
| Andy                     | Shawn-Caulin Young   | Dirk Stollberg       |
| Becky                    | Tyler Nicole         | Adela Neumann        |
| Jikamie                  | Emma Winkler         | Josefin Hagen        |

## Produktion und Veröffentlichung
Hewitt gab am 20. Juni 2009 bekannt, dass sie die Hauptrolle der Elle Daniels bekam. Schon am 5. März 2009 wurde Sterling Knight für die Rolle des Ty Parker verpflichtet. Die Dreharbeiten begannen am 20. Juni 2009. Der Film feierte am 24. April 2010 seine Premiere auf dem Newport Beach Film Festival und erschien am 26. April 2011 in den Vereinigten Staaten auf DVD. Die deutsche Veröffentlichung war am 20. Februar 2012.

## Trivia
Sterling Knight und Brandon Mychal Smith standen auch schon für den Musikfilm StarStruck – Der Star, der mich liebte gemeinsam vor der Kamera.

## Soundtrack
Der Soundtrack wurde nur digital veröffentlicht.
Folge Titel sind auf dem Soundtrack:
1. Happily Ever After – Ashlee Hewitt
2. Possible – Ashlee Hewitt
3. Break Out – My Hero
4. Perfect Girl – Frequency 5
5. Somethin’ ’Bout a Saturday – Che’Nelle
6. Love Is with Me Now – Ashlee Hewitt
7. Courage to Love – Tommy Mac
8. So Good, so Strange – Frequency 5 feat. Booboo Stewart
9. Rock Cities – My Hero
10. Who’s Cryin’ Now? – Katherine Bailess
11. Change – Frequency 5
12. Shake It – Oranyan Coltrane
13. How Do You Do This To me? – Pamela LaJoie
14. Someone Like You – Katherine Bailess
15. Fairy Tale – Ashlee Hewitt

## Auszeichnungen
2010 gewann der Film in der Kategorie Best Family Film beim Newport Beach Film Festival.